# 済生会吉備病院
済生会吉備病院（さいせいかいきびびょういん）は、社会福祉法人恩賜財団済生会支部岡山県済生会支部が岡山県岡山市北区に設置する公的病院である。

## 診療科
（標榜診療科）
- 内科
- 循環器内科
- 小児科
- 外科
- 泌尿器科
- 脳神経外科
- 整形外科
- 形成外科
- 婦人科
- リハビリテーション科
- 放射線科

## 医療機関の指定・認定
（下表の出典）
| 保険医療機関                                   | 結核指定医療機関                 |
| 労災保険指定医療機関                           | 原子爆弾被害者一般疾病医療機関   |
| 指定自立支援医療機関（更生医療）               | 特定疾患治療研究事業委託医療機関 |
| 指定自立支援医療機関（精神通院医療）           | 在宅療養支援病院                 |
| 身体障害者福祉法指定医の配置されている医療機関 | 無料低額診療事業実施医療機関     |
| 生活保護法指定医療機関                         |                                  |

- 公益財団法人日本医療機能評価機構認定病院[2]
- このほか、各種法令による指定・認定病院であるとともに、各学会の認定施設でもある。

## 交通アクセス
- JR吉備線「備中高松駅」より徒歩5分[3]
- 備北バス「稲荷参道口停留所」停留所より徒歩2分[3]